# Juvigny (Alta Saboya)
 Juvigny  (en francoprovenzal Jevegni) es una población y comuna francesa, en la región de Ródano-Alpes, departamento de Alta Saboya, en el distrito de Saint-Julien-en-Genevois y cantón de Annemasse-Nord.

## Demografía
| 222 | 239 | 304 | 415 | 542 | 539 |
| Para los censos de 1962 a 1999 la población legal corresponde a la población sin duplicidades (Fuente: INSEE [Consultar]) |     |     |     |     |     |